# Chaetonotus fruticosus
Chaetonotus fruticosus is een buikharige uit de familie Chaetonotidae. De wetenschappelijke naam van de soort werd in 1981 voor het eerst geldig gepubliceerd door Martin. 